# Лено (провінція Брешія)
Лено (італ. Leno) — муніципалітет в Італії, у регіоні Ломбардія, провінція Брешія.
Лено розташоване на відстані близько 430 км на північний захід від Рима, 85 км на схід від Мілана, 17 км на південь від Брешії.
Населення — 14 437 осіб (2014).
Щорічний фестиваль відбувається 10 липня. Покровитель — Santi Pietro e Paolo.

## Демографія
Населення за роками:

Станом на 1 січня 2023 року в муніципалітеті офіційно проживало 1840 іноземців з 56 країн, серед них 313 громадян країн Євросоюзу та 41 громадянин України.

## Міста-побратими
- Кассіно, Італія (2005)

## Уродженці
- Джузеппе Дзінетті (*1958) — відомий у минулому італійський футболіст, воротар, згодом — тренер.

## Сусідні муніципалітети
- Баньйоло-Мелла
- Чиголе
- Геді
- Готтоленго
- Манербіо
- Оффлага
- Павоне-дель-Мелла